# Distrito rural de Jayezan
Distrito rural de Jayezan (en persa: دهستان جايزان‎) es un distrito rural (dehestan) en el distrito de Jayezan, condado de Omidiyeh, de la provincia de Juzestán, Irán . En el censo de 2006, su población era de 5273 habitantes, en 1129 familias. El distrito rural cuenta con 15 aldeas.